# Hipoteza neurodegeneracyjna schizofrenii
Hipoteza neurodegeneracyjna schizofrenii – hipoteza szukająca źródeł schizofrenii w degeneracji neuronów w ośrodkowym układzie nerwowym.
Badania obrazowe mózgów chorych na schizofrenię pokazały, że występują w nich anomalie nie tylko funkcjonalne, ale również strukturalne.
Hipotezy neurodegeneracyjne starają się tłumaczyć objawy i przebieg choroby neurodegeneracją. Podaje się różne jej przyczyny. W grę wchodzi genetyczne zaprogramowana apoptoza, uraz płodowy – w postaci niedotlenienia, infekcji wewnątrzmacicznych, zatruć toksynami czy też głodzenia się ciężarnej – a także ekscytotoksyczność glutaminianergiczna (ekscytotoksyczna hipoteza schizofrenii).
Neurodegeneracja zdaje się tłumaczyć postępujący przebieg schizofrenii. Wyróżnić w nim można cztery fazy:
- w I fazie nie występują jeszcze żadne objawy. Przebiega ona w dzieciństwie;
- w fazie II, prodromalnej, mogą już wystąpić pewne dziwactwa, a także słabo wyrażone objawy negatywne. Nadchodzi ona na przełomie 2. i 3. dekady życia;
- faza III obejmuje silnie wyrażone objawy pozytywne, związane z nadmiernym obudzeniem niszczonych komórek nerwowych. Przebiega ona z pogorszeniami i remisjami, jednak raczej bez powrotu do poziom funkcjonowania sprzed wybuchu choroby;
- faza IV w przeciwieństwie do poprzedniej przebiega już stabilnie, pomimo występujących w dalszym ciągu okresów pogorszenia i poprawy. Funkcjonowanie jest znacznie gorsze, niż przed diagnozą schizofrenii. Mówi się o wypaleniu. Faza ta rozpoczyna się po 40. roku życia.

Ma to istotne implikacje dla terapii. Wiąże się bowiem ze zmienną odpowiedzią pacjenta na leczenie. Z czasem trwania choroby odpowiada on na farmakoterapię coraz gorzej, a czas potrzebny do uzyskania remisji wydłuża się po każdym kolejnym epizodzie psychozy. Z czasem rozwija się lekooporność. Przesądza to o konieczności jak najszybszego włączania leczenia psychozy w schizofrenii.
Istnieją jednak również argumenty przeciwko tej hipotezie. Rzeczywiście pewne obszary mózgu osób cierpiących na schizofrenię są mniejsze, niż u osób zdrowych. Wymienić tu można płat skroniowy, zwłaszcza zaś zakręt skroniowy górny, płat czołowy (w obu przypadkach zmiany są lepiej wyrażone po stronie lewej), a także hipokamp czy ciało migdałowate. Jednakże nie obserwuje się żadnego śladu zapalenia ani też rozpadu neuronów, nie ma też śladu pobudzenia tkanki glejowej pełniącej funkcję naprawczą w przypadku zwyrodnień. Co więcej, stwierdzone zmiany morfologii ośrodkowego układu nerwowego nie pogłębiają się w miarę starzenia się organizmu. Wydaje się więc, że neuronów jest mniej nie dlatego, że umierały, ale dlatego, że zawsze było ich mniej, niż u człowieka zdrowego. Po prostu się nie rozwinęły. Stwierdzone odrębności mają więc charakter neurorozwojowy, a nie degeneracyjny.
Prócz hipotezy neurodegeneracyjnej funkcjonują w medycynie inne sposoby wyjaśnienia powstawania schizofrenii np. hipoteza dopaminowa schizofrenii czy hipoteza glutaminianowa schizofrenii.